# Christian Friedrich Georg Meister

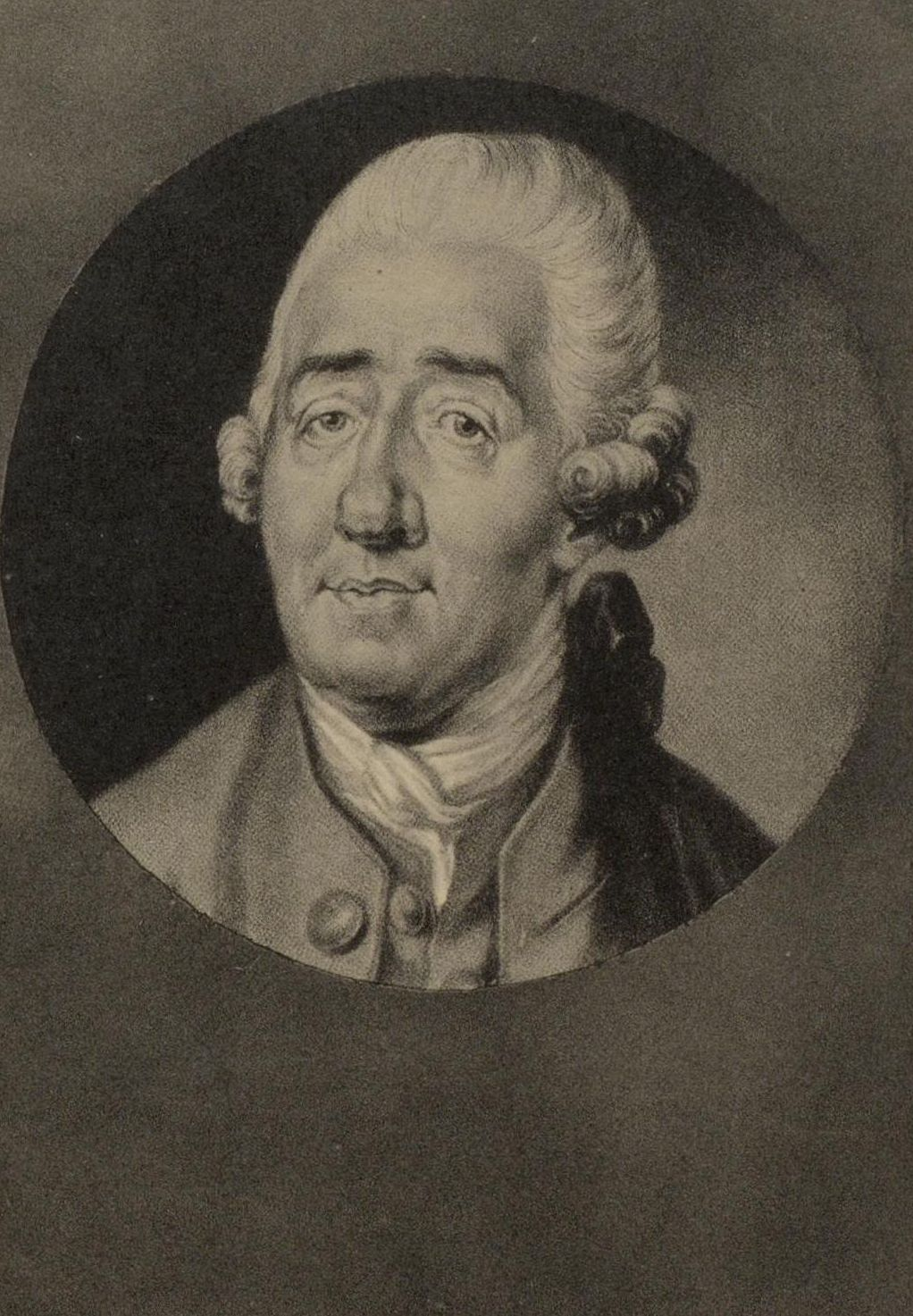
Christian Friedrich Georg Meister, Kupferstich von Johann Elias Haid, 1778

Christian Friedrich Georg Meister (auch Christian Meister; * 30. Juni 1718 in Weikersheim; † 29. Mai 1782 in Göttingen) war ein deutscher Rechtswissenschaftler und Hochschullehrer. 

## Leben
Meister war Sohn des hohenlohischen Konsistorialrats und Hofpredigers Christoph Andreas Meister (1671–1728). Er wuchs hauptsächlich bei seinem Onkel Georg Tobias Pistorius auf, erhielt unter ihm auch seine erste Bildung. 1737 kam er an die Universität Altdorf, wechselte jedoch zum Sommersemester 1737 bereits mit Jakob Wilhelm Feuerlein, bei dem er wohnte, an die Universität Göttingen. Dort wurde er unter anderem durch Johann David Köhler und Georg Christian Gebauer in seinem Studium der Rechte gefördert. Am 18. Juni 1741 wurde er mit der Dissertation De fide ejusque jure in usucapione et praescriptione zum Doktor der Rechte promoviert. Später habilitierte er sich an der Juristischen Fakultät und lehrte fortan als Privatdozent.
Meister erhielt 1750 eine Stelle als außerordentlicher Professor an der Göttinger Universität. Dort wurde er 1754 ordentlicher Professor der Rechte, wobei sein Schwerpunkt in Forschung und Lehre auf dem Gebiet des Strafrechts lag. 1764 wurde er schließlich zum Hofrat ernannt. Meister galt als hervorragender Lehrer.
Der Mathematiker Albrecht Ludwig Friedrich Meister war sein Bruder, der Rechtswissenschaftler Georg Jacob Friedrich Meister sein Sohn und der Rechtswissenschaftler Johann Christian Friedrich Meister ein Neffe.

## Werke (Auswahl)
- Bibliotheca juris naturae et gentium, 3 Bände, Vandenhoeck, Göttingen 1749–1751.
- Principia juris criminalis Germaniae communis, Göttingen 1755.
- De philosophia iuris consultorum romanorum stoica in doctrina de corporibus eorumque partibus, Bossigel, Göttingen 1756.
- De studii iuris romani chronologici diligentius excolendi necessitate oratio, Göttingen 1756.
- Ausführliche Abhandlung des Peinlichen Processes in Teutschland, 5 Bände, Bossigel, Göttingen 1776.
- De caede affinis acerbius punienda observatio, Dieterich, Göttingen 1778.